# Terezijana
Terezijana je turistička manifestacija u gradu Bjelovaru, koja se svake godine održava drugog vikenda u mjesecu lipnju.
Nastala je u spomen na austrijsku caricu Mariju Tereziju, koja je utemeljila Bjelovar 1756. godine. Prva Terezijana održala se 1996. godine i od tada se redovito održava svake godine u središtu Bjelovara na Trgu Eugena Kvaternika i drugim gradskim ulicama. Terezijana počinje dolaskom kočije Marije Terezije i prigodnim uvodnim programom. 
Na ulazu u Trg Eugena Kvaternika kod zgrade gradskog poglavarstva u dane Terezijane, postavljen je čardak po uzoru na čardake, kakvi su postojali na području Bjelovara u vrijeme Vojne krajine. Čardak čuva povijesna vojna postrojba husara na konjima. 
Okosnicu Terezijane čini glazbeni program s nastupima hrvatskih i stranih pop zvijezda, etno, jazz, retro glazbenika, tamburaških sastava, kulturno-umjetničkih društava. U gradskom muzeju u to se vrijeme izlažu prigodne izložbe, često vezane uz povijest Bjelovara ili izložbe slika bjelovarskih slikara poput Ede Murtića, Ive Friščića, Naste Rojc i dr. Tradicionalno se održava i salon fotografije "Šuma okom šumara", radovi domaćih i stranih šumarskih inženjera i tehničara povodom Dana hrvatskog šumarstva i Terezijane.